# Secrétariat d'État au Commerce (Espagne)
Le secrétariat d'État au Commerce d'Espagne (en espagnol : Secretaría de Estado de Comercio) est le secrétariat d'État chargé du commerce.
Il relève du ministère de l'Économie, du Commerce et des Entreprises.

## Missions

### Fonctions
Le secrétariat d'État au Commerce est l'organe supérieur du ministère de l'Économie, du Commerce et des Entreprises auquel il revient de proposer et mettre en œuvre la politique gouvernementale en matière de définition, développement et exécution de la politique commerciale de l'État, en ce qui concerne le commerce extérieur et intérieur et le commerce intracommunautaire ; ainsi que la stratégie compétitive de la politique d'internationalisation, les investissements à l'étranger et les transactions extérieures, et les activités de promotion et d'internationalisation des entreprises espagnoles en ce qui relève de l'Administration générale de l'État.

### Organisation
Le secrétariat d’État au Commerce s'organise de la manière suivante : 
- Secrétariat d'État au Commerce (Secretaría de Estado de Comercio) ;
  - Direction générale du Commerce international et des Investissements ;
    - Sous-direction générale des Bureaux économiques et commerciaux à l'étranger et du Réseau territorial du commerce ;
    - Sous-direction générale de l'Europe, de l'Asie et de l'Océanie ;
    - Sous-direction générale de l'Amérique ;
    - Sous-direction générale des Pays méditerranéens, de l'Afrique et du Moyen-Orient ;
    - Sous-direction générale des Investissements à l'étranger ;
    - Sous-direction générale de la Régulation des investissements ;
    - Sous-direction générale des Instruments financiers pour l'internationalisation ;

  - Direction générale de la Politique commerciale ;
    - Sous-direction générale de la Politique commerciale multilatérale et de l'Union européenne ;
    - Sous-direction générale du Commerce international de marchandises ;
    - Sous-direction générale du Commerce international de services, du Commerce numérique et des Chaînes de valeur ;
    - Sous-direction générale de la Défense commerciale et de la Politique douanière ;
    - Sous-direction générale de l'Inspection, de la Certification et de l'Assistance technique du commerce extérieur ;
    - Sous-direction générale de la Régulation et du Soutien au commerce intérieur ;
    - Sous-direction générale du Commerce international de matériel de défense et de double usage ;

  - Sous-direction générale des Études et de la Prospection commerciale ;
  - Sous-direction générale de la Stratégie commerciale et de la Sécurité économique.

## Titulaires
| Titulaire                                                 | Titulaire                       | Début      | Fin         | Parti | Ministre                                              |
| --------------------------------------------------------- | ------------------------------- | ---------- | ----------- | ----- | ----------------------------------------------------- |
|                                                           | Agustín Hidalgo                 | 09/03/1981 | 08/12/1982  | Sans  | Juan Antonio García Díez                              |
|                                                           | Luis de Velasco Rami            | 08/12/1982 | 01/12/1986  | PSOE  | Miguel Boyer Carlos Solchaga                          |
|                                                           | Miguel Ángel Fernández Ordóñez  | 01/12/1986 | 21/07/1988  | PSOE  | Carlos Solchaga                                       |
|                                                           | Apolonio Ruiz Ligero            | 21/07/1988 | 16/03/1991  | Sans  | Carlos Solchaga                                       |
|                                                           | Miguel Ángel Feito Hernández    | 16/03/1991 | 22/12/1993  | Sans  | José Claudio Aranzadi                                 |
|                                                           | Apolonio Ruiz Ligero            | 22/12/1993 | 08/05/1996  | Sans  | Javier Gómez-Navarro                                  |
|                                                           | José Manuel Fernández Norniella | 08/05/1996 | 20/06/1998  | PP    | Rodrigo Rato                                          |
|                                                           | Elena Pisonero Ruiz             | 20/06/1998 | 06/05/2000  | PP    | Rodrigo Rato                                          |
|                                                           | Juan Costa                      | 06/05/2000 | 06/09/2003  | PP    | Rodrigo Rato                                          |
|                                                           | Francisco Utrera Mora           | 06/09/2003 | 20/04/2004  | PP    | Rodrigo Rato                                          |
| Secrétariat d'État au Tourisme et au Commerce (2004-2008) |                                 |            |             |       |                                                       |
|                                                           | Silvia Iranzo Gutiérrez         | 22/04/2008 | 27/07/2010  | PSOE  | Miguel Sebastián                                      |
|                                                           | Alfredo Bonet Baiget            | 27/07/2010 | 24/12/2011  | PSOE  | Miguel Sebastián                                      |
|                                                           | Jaime García-Legaz              | 24/12/2011 | 19/11/2016  | PP    | Luis de Guindos                                       |
|                                                           | María Luisa Poncela García      | 19/11/2016 | 23/06/2018  | PP    | Luis de Guindos Román Escolano                        |
|                                                           | Xiana Margarida Méndez Bértolo  | 23/06/2018 | 15/05/2024  | Sans  | Reyes Maroto Héctor Gómez Nadia Calviño Carlos Cuerpo |
|                                                           | Amparo López Senovilla          | 15/05/2024 | En fonction | Sans  | Carlos Cuerpo                                         |
| Titres successifs : - Depuis 2011 : Commerce              |                                 |            |             |       |                                                       |